# Pico do Ferro
O Pico do Ferro é uma elevação portuguesa localizada na freguesia das Furnas, concelho de Vila da Povoação, ilha de São Miguel, arquipélago dos Açores.
Este acidente geológico tem o seu ponto mais elevado a 570 metros de altitude acima do nível do mar, localiza-se nas imediações da Lagoa das Furnas. Devido à sua posição geográfica foi construído nesta formação o Miradouro do Pico do Ferro, visto oferecer uma imperdível panorâmica sobre toda a extensão do Vale das Furnas.